# Таулер, Дайан
Дайа́н Та́улер (англ. Diane Towler, 16 декабря 1946, Лондон, Англия), в замужестве — Дайан Грин (англ. Green) — британская фигуристка, выступавшая в танцах на льду в паре с Бернардом Фордом, четырёхкратная победительница чемпионатов Европы и  мира. Вместе с Фордом принимала участие в демонстрации танцев на льду на Олимпийских играх 1972 года (танцы тогда ещё не были олимпийским видом спорта).

## Биография

### Карьера спортсменки
Дайан начала заниматься фигурным катанием с юных лет. Также с юных лет она познакомилась и встала в пару со своим единственным партнёром.
Таулер и Форд были первыми в мире танцорами, использовавшими в своем произвольном танце мелодию сиртаки на музыку Микиса Теодоракиса, что нарушало привычную академичность английских танцев на льду и по тем временам ощущалось как подлинное новаторство. Они оказались первыми, кто открыл миру спортивного танца на льду всю красоту греческих ритмов и мелодий. Ушли из любительского спорта в 1969 году.
В 1970 году они стали чемпионами мира среди профессионалов. Однако дальнейшее выступление в спорте прервала бытовая травма Форда в этом же году. Он чудом остался жив, упав с крыши 12-метрового дома.

### Карьера тренера
В настоящее время — тренер по фигурному катанию. Самые известные её ученики — это бронзовые призёры шведского чемпионата Европы Джанет Соубридж и Питер Дэлби. И, конечно, её дочери.

### Награды
Кавалер Ордена Британской империи, в 1993 году введена в Зал Славы.

## Достижения
(с Фордом)
| Соревнования              | 1963-64 | 1964-65 | 1965-66 | 1966-67 | 1967-68 | 1968-69 |
| ------------------------- | ------- | ------- | ------- | ------- | ------- | ------- |
| Чемпионаты мира           | 13      | 4       | 1       | 1       | 1       | 1       |
| Чемпионаты Европы         |         | 4       | 1       | 1       | 1       | 1       |
| Чемпионаты Великобритании | 3       | 1       | 1       | 1       | 1       |         |

## Семья
Её дочери-близнецы, Филлипа и Кандис, так же занимаются фигурным катанием, но успехов, сравнимых с успехами матери, не достигли. Из них более успешна Филлипа, которая в паре с Филлипом Пулем, является неоднократной медалисткой чемпионатов Великобритании в танцах на льду, участницей чемпионатов Европы и мира. Кандис дважды выступала на юниорских чемпионатах мира.